# Diamond Cut
Diamond Cut (с англ. — «Бриллиантовая огранка») — третий студийный альбом валлийской певицы Бонни Тайлер. Он был выпущен в феврале 1979 года на лейбле RCA Records. Альбом представляет собой отход от звучания в стиле кантри, которое было в первых двух альбомах, к более роковому.

## Критический приём
Критики тепло приняли альбом. Чак Прэтт из Pittsburgh Press описал альбом как «волшебный», однако заметил, что ни одна из песен не звучала как потенциальный хит, который бы повторил успех «It’s A Heartache» из её предыдущего альбома. Он назвал «The Eyes of a Fool», «What a Way to Treat My Heart» и «Louisiana Rain» лучшими треками на лонгплее.

## Список композиций
| №                   | Название                       | Автор(ы)                  | Длительность |
| ------------------- | ------------------------------ | ------------------------- | ------------ |
| 1.                  | «If You Ever Need Me Again»    | Ronnie Scott, Steve Wolfe | 3:29         |
| 2.                  | «Too Good to Last»             | Ronnie Scott, Steve Wolfe | 3:42         |
| 3.                  | «What a Way to Treat My Heart» | Ronnie Scott, Steve Wolfe | 3:33         |
| 4.                  | «The Eyes of a Fool»           | Ronnie Scott, Steve Wolfe | 3:16         |
| 5.                  | «Bye Bye Now My Sweet Love»    | Alan Tarney               | 3:00         |
| 6.                  | «Louisiana Rain»               | Tom Petty                 | 4:22         |
| 7.                  | «Baby I Just Love You»         | Ronnie Scott, Steve Wolfe | 3:01         |
| 8.                  | «Words Can Change Your Life»   | Ronnie Scott, Steve Wolfe | 3:40         |
| 9.                  | «My Guns Are Loaded»           | Ronnie Scott, Steve Wolfe | 3:42         |
| 10.                 | «I’m a Fool»                   | Ronnie Scott, Steve Wolfe | 3:16         |
| Общая длительность: | Общая длительность:            | Общая длительность:       | 38:18        |

| №   | Название                              | Длительность |
| --- | ------------------------------------- | ------------ |
| 11. | «(The World Is Full Of) Married Men»  |              |
| 12. | «My Guns Are Loaded» (Single Version) |              |

## Чарты

### Еженедельные чарты
| Чарт (1979)                         | Пиковая позиция |
| ----------------------------------- | --------------- |
| Австралия (Kent Music Report)       | 95              |
| Финляндия (Suomen virallinen lista) | 13              |
| Норвегия (VG-lista)                 | 14              |
| Швеция (Sverigetopplistan)          | 14              |
| США (Billboard 200)                 | 145             |
| США (Billboard Top Country Albums)  | 42              |
| США (Record World Country Albums)   | 34              |
| США (Record World Top 200 Albums)   | 196             |

### Годовые чарты
| Чарт (1979)        | Позиция |
| ------------------ | ------- |
| Дания (Glamrocker) | 48      |